# Françoise Mélonio
Françoise Mélonio, née le 17 novembre 1951 en Algérie, est professeur de littérature et spécialiste d'Alexis de Tocqueville. Enseignant à l'université Paris IV-Sorbonne, elle est ensuite directrice pédagogique à l’École normale supérieure de la rue d'Ulm et à l'Institut d'études politiques de Paris.

## Biographie

### Jeunesse et études
Françoise Legrand naît le 17 novembre 1951 en Algérie, de Jacques Legrand et Annie Jouany. Elle étudie à l'École normale supérieure de jeunes filles entre 1972 et 1976. Elle est reçue à l'agrégation de lettres moderne cette dernière année. Elle obtient un doctorat à l'université Paris-Nanterre en 1991.
Elle épouse François Mélonio le 20 septembre 1974.

### Carrière universitaire
Elle travaille d'abord pour le CNRS de 1980 à 1992 comme chercheuse en histoire. De 1992 à 1998, elle enseigne la littérature française à l'université Paris-Nanterre puis, à partir de 1998, à Paris IV. Par la suite, elle est également directrice adjointe de l'ENS Ulm.
À partir de 2009, elle est doyenne du Collège universitaire de l'IEP de Paris. Le 22 mai 2013, elle y succède à Hervé Crès en tant que directrice des études et de la scolarité,. Elle occupe cette fonction jusqu'en juillet 2015.

## Œuvre
Spécialiste d'Alexis de Tocqueville, elle est à partir de 1996 secrétaire scientifique de l'édition monumentale des Œuvres complètes de Tocqueville.
Elle a également écrit sur Benjamin Constant.

### Ouvrages publiés
- Jean Bouffartigue et Françoise Mélonio, L'entreprise encyclopédique, Paris, Centre des sciences de la littérature, coll. « Littérales » (no 21), 1997, 385 p. (ISBN 9782904906022, OCLC 489584435)
- Antoine de Baecque et Françoise Mélonio, sous la direction de Jean-Pierre Rioux et Jean-François Sirinelli, Histoire culturelle de la France, vol. 3 : Lumières et liberté : les dix-huitième et dix-neuvième siècles, Paris, Seuil, coll. « Points histoire » (no 349), 2005 (1re éd. 1998), 490 p. (ISBN 9782020798938, BNF 39955571)
- Françoise Mélonio, Alexis de Tocqueville, Paris, Culturesfrance, 2006, 109 p. (ISBN 9782914935722, OCLC 909490103)
- Françoise Mélonio et Charlotte Manzini, L'Abécédaire de Tocqueville, Paris, Éditions de l'Observatoire, coll. « Les Lumières aujourd'hui », avril 2021, 285 p. (ISBN 9791032913994)